# Троицк (Челябинская область)
Тро́ицк — город (с 1743) в Челябинской области России. Образует Троицкий городской округ.
Соответствует административно-территориальной единице город областного значения Троицк.

## История

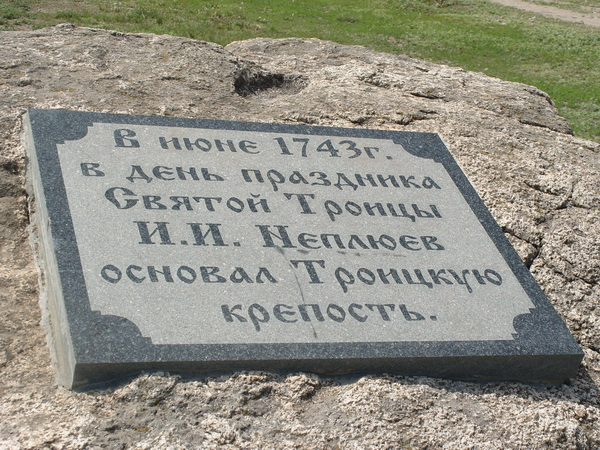
Памятная доска, с датой основания города

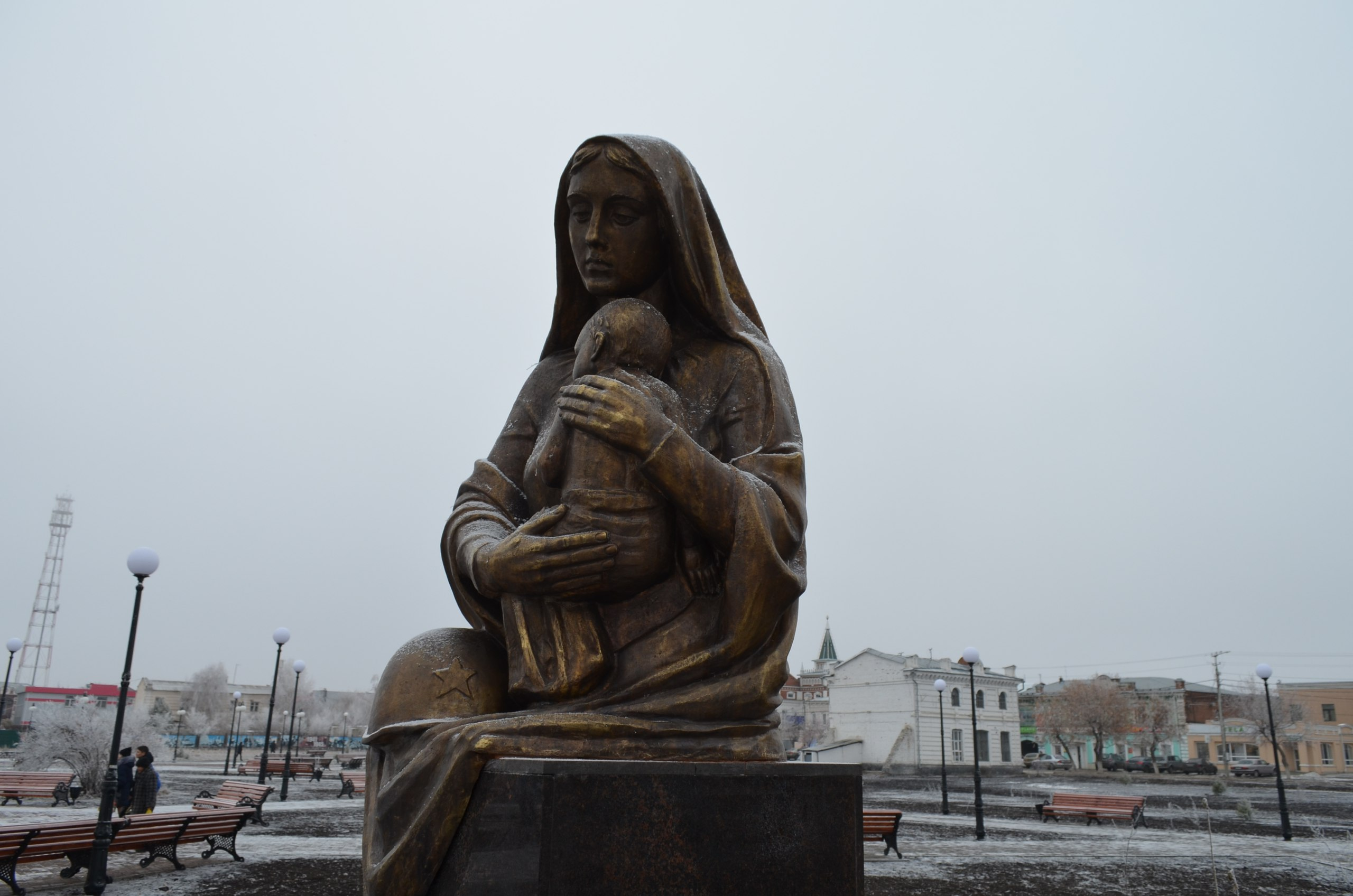
Памятник матери солдата в сквере памяти «Клятва»

До заселения русскими в местности жили казахи рода карабалык племени кыпшак Среднего жуза.
Троицк основан 4 июня (22 мая) 1743 года. В этот день состоялся торжественный ритуал заложения крепости, при котором было освящено место её строительства, проведен молебн и произведен пушечный салют. Крепость получила свое наименование по православному празднику дня Святой Троицы (Пятидесятницы), который приходился в тот год на 22 мая по старому стилю. оренбургский губернатор И. И. Неплюев принял решение «чтоб оной между всеми тамошними крепостями быть главной» (на Уйской пограничной линии). В своём жизнеописании он указал: «к размножению же торга за полезное признал и на Уйской линии построить одну крепость познатнее, для того что, к той реке прилегают киргизцы Средней Орды, коим в Оренбург на торг ездить, за отдаленностью, не было удобно…»
При Неплюеве Троицк стал крупным пунктом меновой торговли между русскими и азиатскими купцами. По указу императрицы Елизаветы Петровны (ноябрь 1749 года) в Троицке с мая 1750 года начала работать ярмарка, которая ежегодно проходила с мая по октябрь на меновом дворе, обороты которой стремительно росли и достигали 2,5 млн рублей в год. Казахи называли город словом «Мунанай», которое происходит от искажения слова меновая торговля. Напротив крепости, на правом берегу реки Уй был выстроен меновой двор, который просуществовал до 1915 года (сначала построен деревянный в 1749 г., затем каменный в 1822 г.), пограничная таможня (1749, закрыта в 1868 г. (по другим источникам в 1863 г.) в связи с упразднением Оренбургского таможенного округа).
В мае 1774 года крепость стала ареной Пугачёвского восстания, была штурмом взята Емельяном Пугачёвым. В крепости он не остался, а расположился в полутора верстах на горе, которая носит сейчас его имя. Пугачёв удержался здесь всего один день, так как на следующий он был разбит генерал-поручиком Де Колонгом и ушёл в Уральские горы.
Троицкая крепость стала уездным городом по указу Екатерины II в 1784 году и была отнесена к Уфимскому наместничеству. С 1804 года город находился в составе Оренбургской губернии.
Постепенно торговля переместилась в центр города со строительством гостиного двора (1866), банков, торговых домов, гостиницы и общественных зданий, которые коренным образом поменяли облик города. Город стал жемчужиной архитектуры второй половины XIX века на Южном Урале.
Постепенно Троицк превратился в культурный центр Южного Урала. Открыты церковно-приходские школы, начальные школы, уездное училище (1830), приходское училище (1839), женское училище (1861), училище для киргизских (казахских) детей (1861). Женское училище в 1870 году стало прогимназией. В сентябре 1873 года в городе была открыта классическая мужская гимназия. Действовала женская гимназия. Открыто знаменитое медресе «Расулия» (1884), которое названо по имени её основателя известного башкирского религиозного деятеля Зайнуллы Расулева.В 1855 г . открылась школа им. Узбекова. В 1879 г. открылась первая библиотека в Оренбургской губернии. В 1881 году в городе был открыт театр, который давал представления в здании Дворянского собрания. В начале XX века началось строительство отдельного здания для театра, которое было достроено лишь в 1929-1930 годах для Уральского ветеринарного института.
В 1889 году на 14 тысяч горожан приходилось 8 православных церквей, 4 мечети, 1 синагога. Население Троицка с самого его основания было преимущественно русским и православным, с наличием существенного числа меньшинств.
В 1897 году 36,2 % жителей города (8430 чел.) составляли мусульмане. Данные 1897 года позволяют охарактеризовать мусульманское население города в разрезе национальной принадлежности: татары — 7344 человека (87,1 %), башкиры — 625 человек (7,4 %), казахи — 410 человек (4,9 %), узбеки — 33 человека (0,4 %), черкесы — 6 человек (0,07 %), прочие — 12 человек (0,13 %).
В 1898 году в городе насчитывалось 1446 жилых домов, в том числе каменных 55, 253 торговые лавки, 34 предприятия, главным образом, кожевенные, мукомольные, салотопенные, пивоваренные (завод Я. Э. Зуккера), мыловаренные, свечные, клеевые и другие.
За свою историю Троицк не раз становился местом ожесточённых социальных столкновений. Это и период крестьянской войны 1773-1775 годов. В годы Гражданской войны XX века неоднократно переходил к сторонникам то белого, то красного движений.
В годы Великой Отечественной войны в Троицк было эвакуировано несколько промышленных предприятий (станкостроительный и электромеханический заводы). В это время в городе располагался Магнитогорский драматический театр им. А.С. Пушкина, уступивший своё здание в Магнитогорске эвакуированному из Москвы Малому театру.
В послевоенные годы строились новые заводы и фабрики. В советский период город рос и развивался. С начала 1960-х до конца 1990-х годов активно осуществлялся градостроительный план. В этот период были построены новые районы (10-й, 16-й и 17-й кварталы, 2-й и 5-й микрорайоны). В XXI веке активно идёт строительство частного жилого сектора (3-й микрорайон), панельных 10-этажных домов, снос ветхо-аварийного жилья (городская программа расселения) и новых 5-этажных домов, досуговых и оздоровительных учреждений.
В планах администрации города строительство 1-го, 3-го, и 4-го микрорайонов.

## Городской округ
Статус и границы городского округа установлены законом Челябинской области от 28 октября 2004 года № 309-ЗО «О статусе и границах Троицкого городского округа».
В состав городского округа входит 1 населённый пункт:
| № | Населённый пункт | Тип населённого пункта        | Население |
| - | ---------------- | ----------------------------- | --------- |
| 1 | Троицк           | город, административный центр | ↘69 983   |

Первый кордон, Разъезд 121 км, Посёлок лесхоза как самостоятельные населённые пункты не выделяются.

## Символика
Официальными символами Троицкого городского округа Челябинской области являются герб и флаг, утверждённые 19 сентября 2002 года Троицким городским советом депутатов и внесённые в Государственный геральдический регистр Российской Федерации с присвоением регистрационных номеров 1000 и 1078 соответственно.

### Герб
Геральдическое описание герба гласит: «В золотом поле три пурпурных креста (два и один). В вольной части — герб Челябинской области».

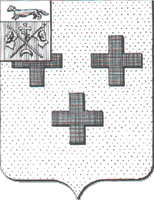
проект герба г. Троицка 1867 года

За основу герба муниципального образования взят проект герба Троицка, составленный герольдмейстером Российской Империи бароном Б. В. фон Кёне в 1867 году: «В золотом щите три чёрные креста 2 и 1. В вольной части герб Оренбургской губернии».
Крест, как один из древнейших символов человечества, символизирует единство противоположностей. Изображение в гербе трёх крестов — символа Святой Троицы, созвучно с названием города Троицка и делает его «гласным». Вместе с тем, кресты символизируют прошлое Троицка, основанного в 1743 году на перепутье торговых путей, ведущих из Европы в Среднюю Азию, Индию, Китай, что позволило городу стать «торговыми воротами».
В геральдике золото символизирует прочность, богатство, величие, интеллект и прозрение. Пурпурный цвет — символ достоинства, славы, почёта.
Герб муниципального образования может производиться в двух равнодопустимых версиях:
- с вольной частью — четырёхугольником, примыкающим изнутри к верхнему краю герба муниципального образования «город Троицк» с воспроизведенными в нём фигурами из герба Челябинской области;
- без вольной части[15].

Авторы герба: Николай Левшич (г. Троицк), Константин Мочёнов (г. Химки) — реконструкция герба; Галина Туник (г. Москва) — обоснование символики; Роберт Меланичев (г. Москва) — художник; Сергей Исаев (г. Москва) — компьютерный дизайн.

### Флаг
Флаг составлен на основании герба города Троицка и отражает исторические, культурные, социально-экономические, национальные и иные местные традиции.
Описание флага гласит: «Флаг муниципального образования город Троицк представляет собой прямоугольное полотнище с отношением ширины к длине 2:3, разделённое по горизонтали на три равные горизонтальные полосы — верхнюю жёлтую, среднюю пурпурную, нижнюю жёлтую. В крыже изображены три пурпурных креста (два и один) из герба города Троицка».
Символика полосы во флаге многогранна: это и торговый путь, и пограничная полоса. Троицк является важным таможенным пунктом на государственной границе с Казахстаном.
Авторы флага: Константин Мочёнов (г. Химки) — идея флага; Галина Туник (г. Москва) — обоснование символики; Сергей Исаев (г. Москва) — компьютерный дизайн.

### Гимн
Текст гимна:
    Высится гордо над уйской волной

    Древний собор красоты неземной.

    Через столетья далёких времён

    К нам долетает торжественный звон:

    Припев

    На рубежах пограничной реки

    Песни слагали тебе казаки,

    Пели купцы и теперь до небес

    Славят тебя трубы Троицкой ГРЭС:

    Припев

    Русский, татарин, казах и башкир –

    Всем нужно счастье, достаток и мир.

    В Троицке дружной семьёй мы живём,

    Славим свой город упорным трудом:

    Припев:

    Город любимый,

    Слава тебе!

    Ты в нашей жизни

    И в каждой судьбе!

## География
Город расположен на слиянии рек Уй (приток Тобола) и Увельки, в 121 км на юг от областного центра города Челябинска и в 225 км на северо-восток от города Магнитогорска. Расположен на расстоянии 6 км от государственной границы с Казахстаном.

### Гидрография

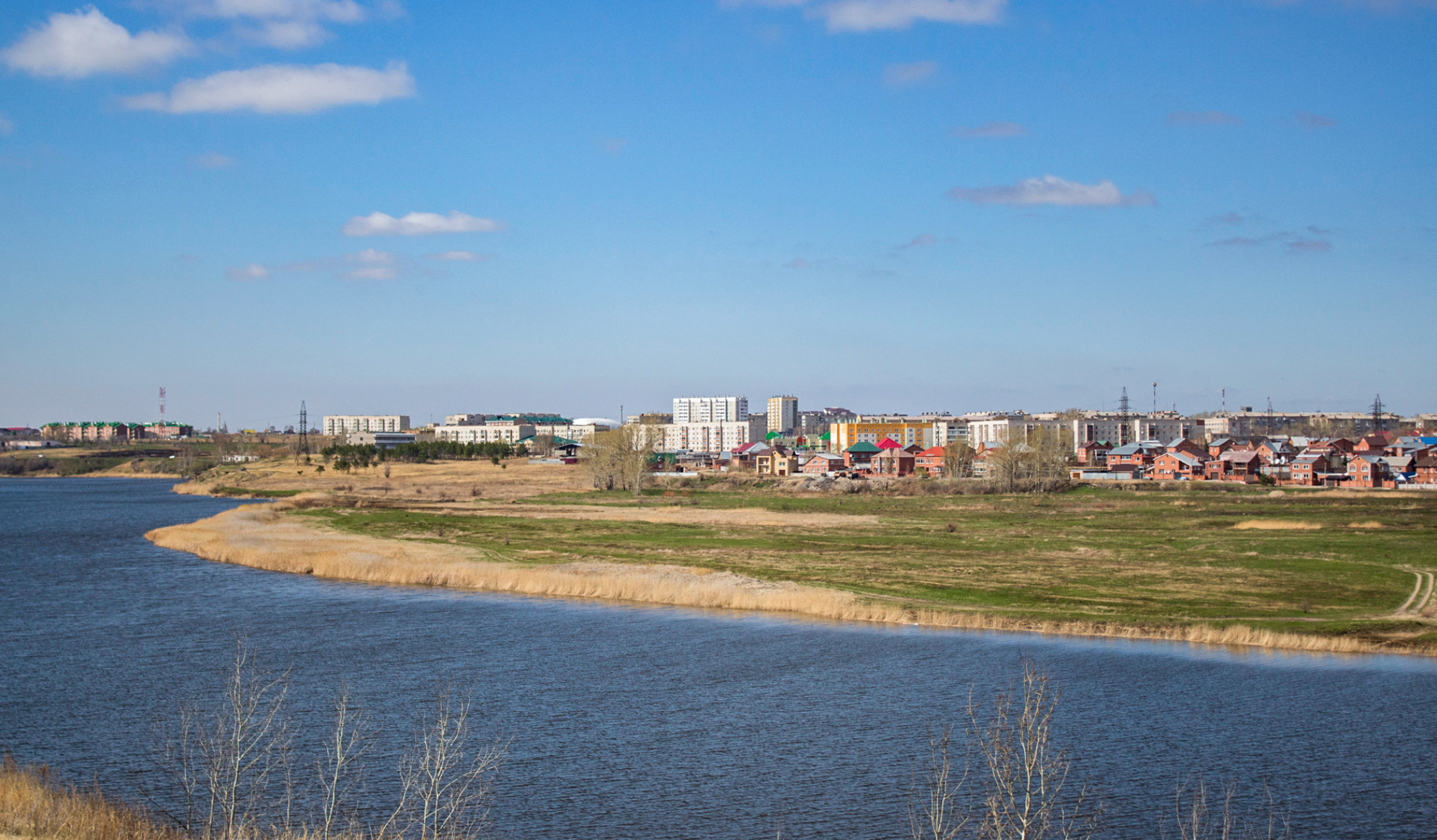
Река Уй, г. Троицк

Троицк расположен при впадении реки Увельки в реку Уй, то есть образует полуостров, ландшафт которого вполне равнинный. Часть города, расположенного в долине реки Увельки, находится на её склоне. Реки в черте города значительно шире, чем за городом, на них сооружено водохранилище для водоснабжения города и Троицкой ГРЭС. За Троицкой ГРЭС, вниз по течению реки Уй, между посёлками Бобровка и Кварцитным, расположено Троицкое водохранилище.

### Климат
Климат умеренный континентальный. С сухим жарким летом и морозной снежной зимой. Среднегодовой показатель солнечного света в городе составляет 2 218 часов, что делает город одним из самых солнечных в России.
- Среднегодовая температура воздуха: 3,3 °C.
- Среднегодовая относительная влажность воздуха: 70 %. Среднемесячная влажность от 54 % в мае до 80 % в декабре и январе.
- Среднегодовая скорость ветра: 3,0 м/с. Среднемесячная скорость от 2,6 м/с в декабре до 3,6 м/с в мае[23].

| Показатель              | Янв.  | Фев.  | Март  | Апр.  | Май   | Июнь | Июль | Авг. | Сен.  | Окт.  | Нояб. | Дек.  | Год   |
| ----------------------- | ----- | ----- | ----- | ----- | ----- | ---- | ---- | ---- | ----- | ----- | ----- | ----- | ----- |
| Абсолютный максимум, °C | 3,9   | 5,0   | 16,0  | 30,3  | 35,6  | 38,4 | 40,1 | 39,3 | 36,6  | 25,3  | 15,2  | 7,9   | 40,1  |
| Средняя температура, °C | −14,2 | −13,6 | −6,5  | 5,2   | 13,2  | 19,1 | 20,1 | 17,9 | 11,7  | 4,4   | −5,8  | −12,2 | 3,3   |
| Абсолютный минимум, °C  | −45,1 | −45,8 | −37,3 | −24,1 | −10,5 | −2   | 3,0  | 0,4  | −10,6 | −23,3 | −38,4 | −43,7 | −45,8 |
| Норма осадков, мм       | 19    | 17    | 18    | 23    | 39    | 43   | 63   | 48   | 29    | 30    | 25    | 24    | 378   |
| Источник: .             |       |       |       |       |       |      |      |      |       |       |       |       |       |

| Показатель                            | Янв.  | Фев.  | Март  | Апр. | Май   | Июнь | Июль | Авг. | Сен. | Окт.  | Нояб. | Дек.  | Год |
| ------------------------------------- | ----- | ----- | ----- | ---- | ----- | ---- | ---- | ---- | ---- | ----- | ----- | ----- | --- |
| Абсолютный максимум, °C               | 5     | 9,5   | 16,7  | 30   | 36    | 38,4 | 41   | 39   | 34,8 | 26,3  | 17,1  | 8     | 41  |
| Средний суточный максимум, °C         | −11   | −10   | −2    | 11   | 20    | 25   | 27   | 24   | 18   | 7     | −2    | −8    | 8,5 |
| Средняя температура, °C               | −17,2 | −16,1 | −9    | 3,2  | 12,3  | 17,7 | 19,0 | 16,8 | 10,8 | 2,7   | −6,7  | −13,7 | 3,3 |
| Средний суточный минимум, °C          | −20   | −20   | −12   | 0    | 6     | 12   | 14   | 11   | 6    | −1    | −9    | −16   | −3  |
| Абсолютный минимум, °C                | −49   | −46   | −33,5 | −24  | −10,8 | −1,2 | 4,1  | 0    | −8,6 | −22,8 | −34,4 | −40,9 | −49 |
| Норма осадков, мм                     | 17    | 14    | 18    | 20   | 36    | 57   | 68   | 48   | 34   | 30    | 23    | 22    | 387 |
| Источник: NASA. База данных RETScreen |       |       |       |      |       |      |      |      |      |       |       |       |     |

### Часовой пояс
Троицк находится в часовой зоне МСК+2. Смещение применяемого времени относительно UTC составляет +5:00.

## Руководители
- Маркин Павел Семёнович, первый секретарь горкома КПСС (1954—1963).
- Холодная Лидия Архиповна, первый секретарь горкома КПСС (1963—1968).
- Колобанов Александр Фёдорович, первый секретарь горкома КПСС (1968—1975).
- Троицкий Станислав Александрович, первый секретарь горкома КПСС (1975—1986).
- Тазетдинов Марсель Бареевич, первый секретарь горкома КПСС (1990—1991).
- Абдрашитов Равиль Рафкатович, глава администрации (1991—1996).
- Щёкотов Виктор Александрович, глава города (1996—2006).
- Синеок Михаил Иванович, глава города (2006—2010).
- Щёкотов Виктор Александрович, глава города (2010—2014).
- Виноградов Александр Георгиевич, глава города (с 2014-2024).
- Гатов Дмитрий Владимирович, глава города (с 2024).

## Известные уроженцы
- Крылов Иван Андреевич (1764-68 — 1844) — русский писатель баснописец.
- Плевако Федор Никифорович (1842 — 1909) — знаменитый российский адвокат.
- Ахмаров Чингиз Габдурахманович (1912 — 1994) — советский, узбекский художник-монументалист. Народный художник Узбекской ССР (1964). Лауреат Сталинской премии первой степени (1948).
- Медведев Виктор Иванович (1922 — 1968) — Герой Советского Союза, снайпер.
- Уварова Раиса Рауфовна (1933—2017) — советский и российский деятель культуры. Директор Республиканского театра кукол в г. Йошкар-Оле (1969—1990), председатель Марийского отделения Всероссийского театрального общества (1976—1981). Заслуженный работник культуры Российской Федерации (1997). Член КПСС.
- Влади́мир И́горевич Ко́жин (1959) — российский государственный деятель. Сенатор Российской Федерации от города Москвы (с 2018), на данный момент заместитель председателя Комитета Совета Федерации по конституционному законодательству и государственному строительству, помощник Президента Российской Федерации по вопросам военно-технического сотрудничества (2014—2018). Управляющий делами Президента Российской Федерации (2000—2014).
- Фёдор Влади́мирович Овчи́нников — российский предприниматель, блогер[27], основатель российской сети предприятий быстрого питания «Додо Пицца»[28][29][30][31].

## Население
| 1856    | 1897    | 1913    | 1926    | 1931    | 1939    | 1959    | 1967    | 1970    | 1973    | 1976    |
| ------- | ------- | ------- | ------- | ------- | ------- | ------- | ------- | ------- | ------- | ------- |
| 3100    | ↗23 300 | ↗40 000 | ↘30 000 | ↗38 900 | ↗47 000 | ↗76 325 | ↗86 000 | ↘85 469 | ↗88 000 | ↗89 000 |
| 1979    | 1982    | 1986    | 1987    | 1989    | 1992    | 1996    | 1998    | 2000    | 2001    | 2002    |
| ↘87 500 | ↗89 000 | ↗91 000 | →91 000 | ↘90 077 | ↘89 500 | ↘85 600 | ↗86 100 | ↘86 000 | ↘85 800 | ↘83 862 |
| 2003    | 2005    | 2006    | 2007    | 2008    | 2009    | 2010    | 2011    | 2012    | 2013    | 2014    |
| ↗83 900 | ↘83 000 | ↘82 700 | ↘82 500 | ↘82 400 | ↘82 204 | ↘78 372 | ↘78 209 | ↘78 089 | ↘77 737 | ↘77 176 |
| 2015    | 2016    | 2017    | 2018    | 2019    | 2020    | 2021    | 2023    |         |         |         |
| ↘76 453 | ↘75 825 | ↘75 231 | ↘73 911 | ↘73 154 | ↗73 421 | ↘70 301 | ↘69 983 |         |         |         |

На 1 января 2025 года по численности населения город находился на 232-м месте из 1124 городов Российской Федерации.
На 2010 год население Троицка преимущественно состоит из русских, составляющих 82,5 % от всех жителей. Присутствуют также татары (7,2 %), украинцы (3 %), казахи (2 %) и другие народности.

## Инфраструктура
В настоящее время в городе работают электромеханический завод и завод по производству минеральной ваты, Троицкая ГРЭС, а также предприятия пищевой и лёгкой промышленности. В Троицке расположено рефрежираторное депо, одно из трёх в России. Город является важным пограничным пунктом на государственной границе с Республикой Казахстан.

Водонапорная башня города Троицка. Памятник архитектуры. (на карте Гугл)

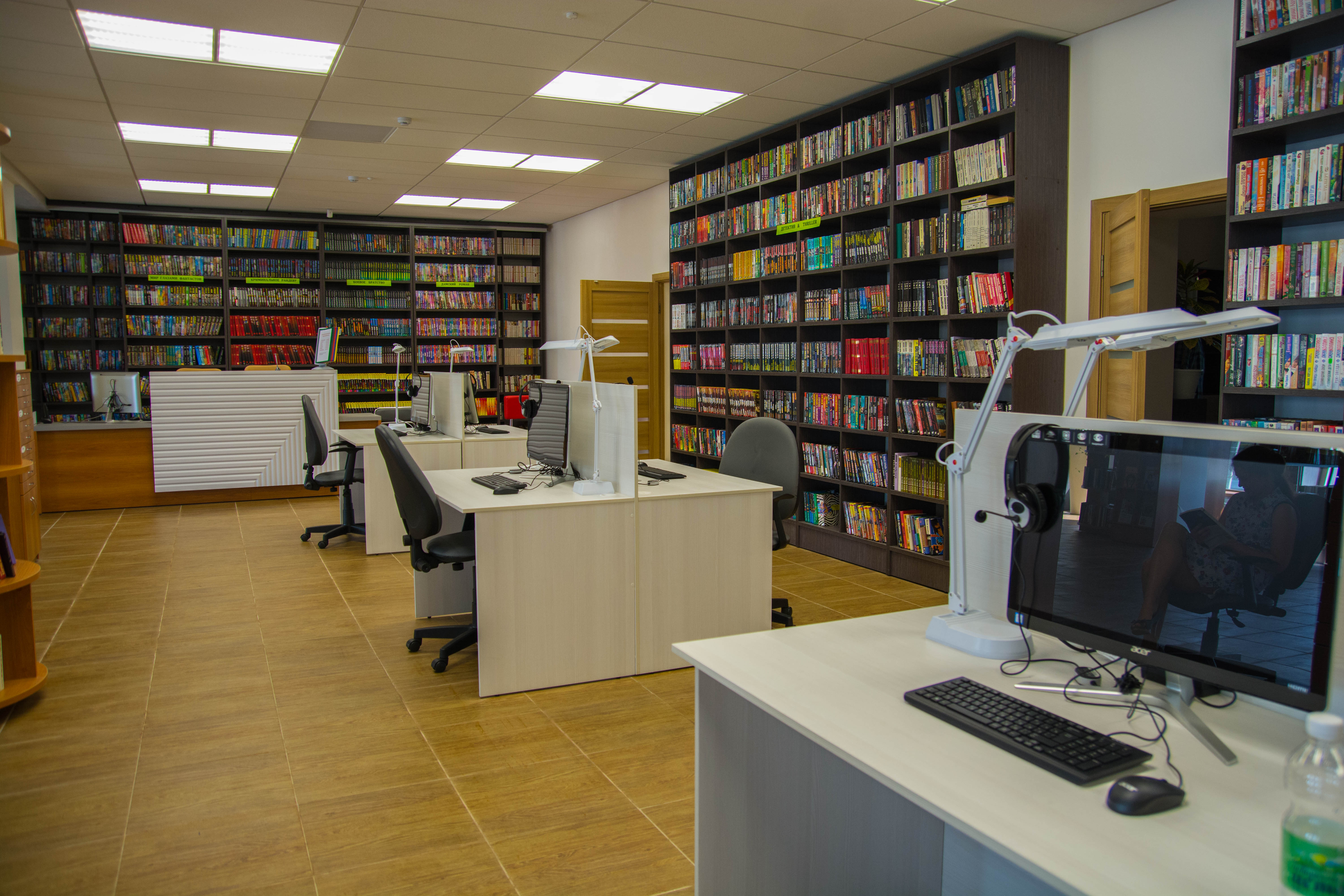
Помещение Центральной городской библиотеки, июль 2018

В городе находятся Южно-Уральский государственный аграрный университет, филиал Челябинского государственного университета, авиационный технический, педагогический, медицинский колледжи, технологический техникум, аграрный колледж ЮУГАУ.
Функционируют краеведческий музей с выставочным залом, три городских дома культуры, одиннадцать городских библиотек, две школы искусств и музыкальная школа, парк культуры и отдыха.
Сохранились памятники архитектуры XVIII-XIX вв., в том числе гостиные ряды, пассаж, гостиница Башкирова, церкви и мечети, торговые дома, купеческие особняки. Здесь можно увидеть различные жанры русского зодчества. В городе находится мемориальный комплекс в память погибшим троичанам в годы Великой Отечественной войны 1941-1945 гг., сквер воинов-интернационалистов.

## Экономика
Машиностроение
Работает электромеханический завод по производству теплообменного оборудования (в том числе для турбоагрегатов). До октября 2010 года — февраля 2011 года работало ОАО «Троицкий дизельный завод». В советское время и в 1990-х годах дизельный завод был одним из градообразующих предприятий города, имея общую численность работающих до 4500 тысяч человек. Входил в судостроительное производственное объединение «Звезда». Завод был основан в 1957 году, выпускал дизельную топливную аппаратуру и запасные части к дизелям, имел собственный литейный цех, цех термообработки, четыре механосборочных цеха, транспортный цех, в середине 1980-х годов был возведен модельный цех, производивший товары народного потребления. В 1992 году акционирован. С 1994 года по 2000 год наблюдалось падение производства. В 2001 году завод был приватизирован, собственником стало ЗАО «Группа управления и развития», одним из акционеров которого был, согласно источникам в интернете, челябинский бизнесмен Дмитрий Черкасов. С 2003 по 2007 годы наблюдался рост производства, продукция завода была перепрофилирована для заказов группы «АвтоВАЗ» и ОАО «РЖД», также производились топливные насосы и продукция транспортного машиностроения, активно росла заработная плата В конце 2008 года объём производства продукции стал падать, что во многом стало связано с мировым экономическим кризисом. В 2010 году — начале 2011 года завод работал частично. С 2012 по 2018 годы на территории бывшего Троицкого дизельного завода работал гальвано-термический цех. С августа 2014 года дизельный завод банкрот. С 2011 по 2013 годы с территории бывшего ТДЗ было вывезено основное оборудование. С мая по август 2021 года механосборочные цеха, инструментальный цех, административно-бытовой корпус и конструкторское бюро были демонтированы.
В 1974 году началось строительство Уральского завода газоочистной аппаратуры (УЗГА). Первая очередь завода была введена в эксплуатацию в 1987 году. В начале 2000-х годов на базе одного из цехов УЗГА фирмой "Авто-Модуль" выпускались малосерийные автобусы АМ-3249 "Увелька". В 2017 году в Северном промышленном районе города был открыт филиал Петербургского Тракторного
Завода - ООО "Троицкий Тракторный Завод";  за 7 лет существования предприятия создано около 120 рабочих мест, идет сбор и настройка сельскохозяйственной, дорожно-строительной техники. 
Строительные материалы
Завод минерализованной плиты (2009), с 2010 года входит в холдинг Rockwool. Работает кирпичный завод.
Пищевая и лёгкая промышленность
Фабрика по производству сумок «Арлион».В городе так же развивается новый виток развития пищевой промышленности: в 2016 году создано пищевое предприятие ООО Пищевой Комбинат "Виноград", на котором выпускаются хлебобулочные изделия, колбасные изделия, мясные полуфабрикаты, напитки, создано более 90 рабочих мест на данном производстве.  В городе осуществляет свою деятельность межмуниципальная торговая сеть "Копеечка". На части бывшего Троицкого Жирового Комбината организовано небольшое предприятие по переработке бумажной макулатуры, цех переработки с/х продукции, а так же промышленно-складской комплекс.
Градообразующее предприятие
Градообразующим предприятием г. Троицка по совокупности налоговых отчислений является филиал ОГК-2 Троицкая ГРЭС. Строительство ГРЭС было начато в 1954 году. В том же году было начато сооружение прилегающего к станции посёлка энергетиков ГРЭС. Первый блок ТрГРЭС был запущен в 1957 году. Строительство станции закончено в 1976 году с вводом девятого блока мощностью 500 МВт. На 1991 год установленная мощность станции составляла 2500 МВт. В 2008 году было начато строительство ещё двух энергоблоков по 660 МВт каждый.
Банки
В Троицке расположены финансовые учреждения:
- Уральский банк Сбербанка,
- Челябинвестбанк,
- Челиндбанк,
- Россельхозбанк,
- Совкомбанк.
- «Пойдём!»,
- Почта Банк,
- ВТБ[56].

Инвестиционные проекты
- В апреле 2013 года было создано предприятие ООО «Троицкий металлургический завод». Предприятие планировалось запустить к концу 2017 года. Проект не осуществлен[57].
- Создание промышленного кластера на Троицком станкостроительном заводе. Проект не осуществлен[58].
- Строительство нового энергоблока мощность 660 МВт на Троицкой ГРЭС[59]. Проект осуществлен.[60]
- Модернизация завода Rockwool. Появление брикетного цеха. Проект осуществлен в сентябре 2021 года[61].

## Транспорт
Рядом с городом проходит автодорога А310 (E 123 AH7). В городе есть автовокзал, благодаря которому город связан регулярным автобусным сообщением с Челябинском, Екатеринбургом, Южноуральском, Магнитогорском, Костанаем. Также осуществляется пригородное сообщение в населённые пункты Троицкого района.
Городской транспорт Троицка: автобусы и маршрутные такси. Действует 21 автобусный маршрут. Несколько компаний осуществляют таксомоторные перевозки, действует Яндекс.Такси.
Железнодорожный
Через город проложена железная дорога Челябинск — Орск (Южноуральский ход). На территории города 2 железнодорожные станции: Троицк, Золотая сопка, от узловой станции Золотая сопка одна из веток уходит в Костанай.
С ноября 2020 года по маршруту Челябинск — Троицк — Карталы — Магнитогорск запущено регулярное движение скоростного электропоезда «Ласточка».

## СМИ
Газеты
- «Вперёд», общественно-политическая газета (издаётся с декабря 1924 года).
- «Регион», еженедельная газета «Регион-Южный Урал». (Выходит только в электроном виде)

Телевидение
- «Троицкая телерадиокомпания», муниципальное предприятие.

## Гостиницы
- Гостиничный комплекс «Премьер»[62]

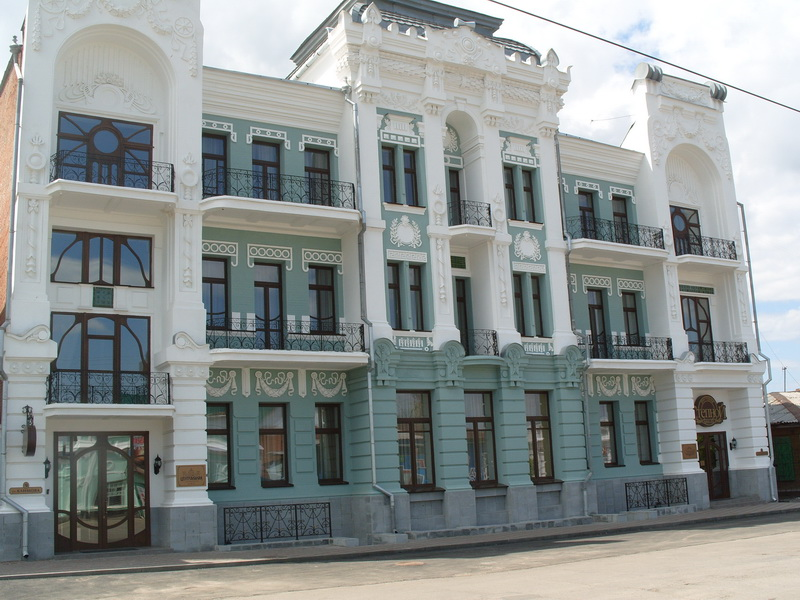
Гостиница «Центральная»

- Гостиница «Центральная» (другое название «Башкирова»).
- Гостиница «Уездная».
- Санаторий «Солнечный».
- Гостиница «Лукоморье».
- Хостел купца Осипова.

## Развлечения
- Развлекательный комплекс «Сан Сити» (кинотеатр, экстрим-парк, кафе Сабвей).
- Физкультурно-оздоровительный комплекс «Юниор» (крытый каток).
- Бассейн в посёлке Энергетиков. В 2018 году в связи с 275-летием Троицка в 25-метровом бассейне была организована эстафета по плаванию, в которой приняли участие жители и гости города. Длина эстафеты составила 275 км, что было зафиксировано в Книге рекордов России как «Самая длинная эстафета по плаванию в 25-метровой бассейне»[63].
- Городской дом культуры.
- Дом культуры «Энергетик» с кинозалом.
- Дом культуры им. Луначарского.

## Учебные заведения
- Троицкий авиационный технический колледж — филиал Московского государственного технического университета гражданской авиации, обособленное структурное подразделение (филиал) федерального государственного образовательного учреждения высшего профессионального образования «Московский государственный технический университет гражданской авиации», ранее (с 27 июня 1947 г. по 1 сентября 1992 г.) Троицкое авиационное техническое училище Гражданской авиации (ТАТУ ГА)
- Южно-Уральский государственный аграрный университет (ЮУрГАУ) и Троицкий аграрный техникум ЮурГАУ.
- Троицкий филиал ЧелГУ.
- Троицкий педагогический колледж.
- Троицкий технологический техникум.
- Троицкий медицинский колледж.

## Религия

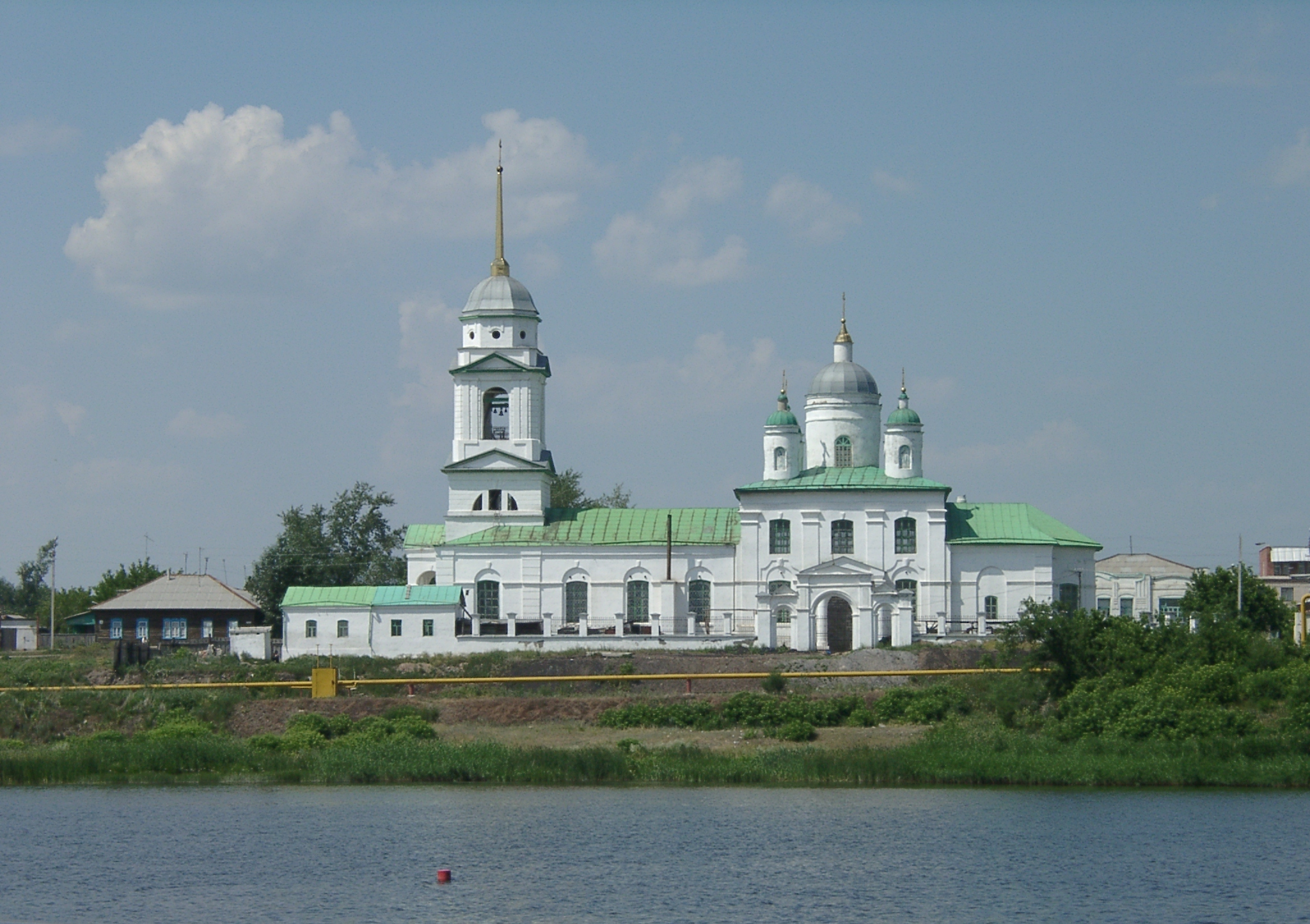
Свято-Троицкий кафедральный собор (G)

- Уйский Свято-Троицкий кафедральный собор Троицкой епархии РПЦ.
- Церковь Дмитрия Солунского.
- Александро-Невская (Амурская) церковь.
- Ильинская церковь.
- Церковь Казанско-Богородицкого женского монастыря.
- Мечеть имени Зайнуллы Расулева.
- Мечеть Гатауллы муллы (см. также Исторические мечети Троицка).
- Могила Зайнуллы Расулева на Старом мусульманском кладбище
- Медресе «Расулия» (открыто в 2018 году)[64].

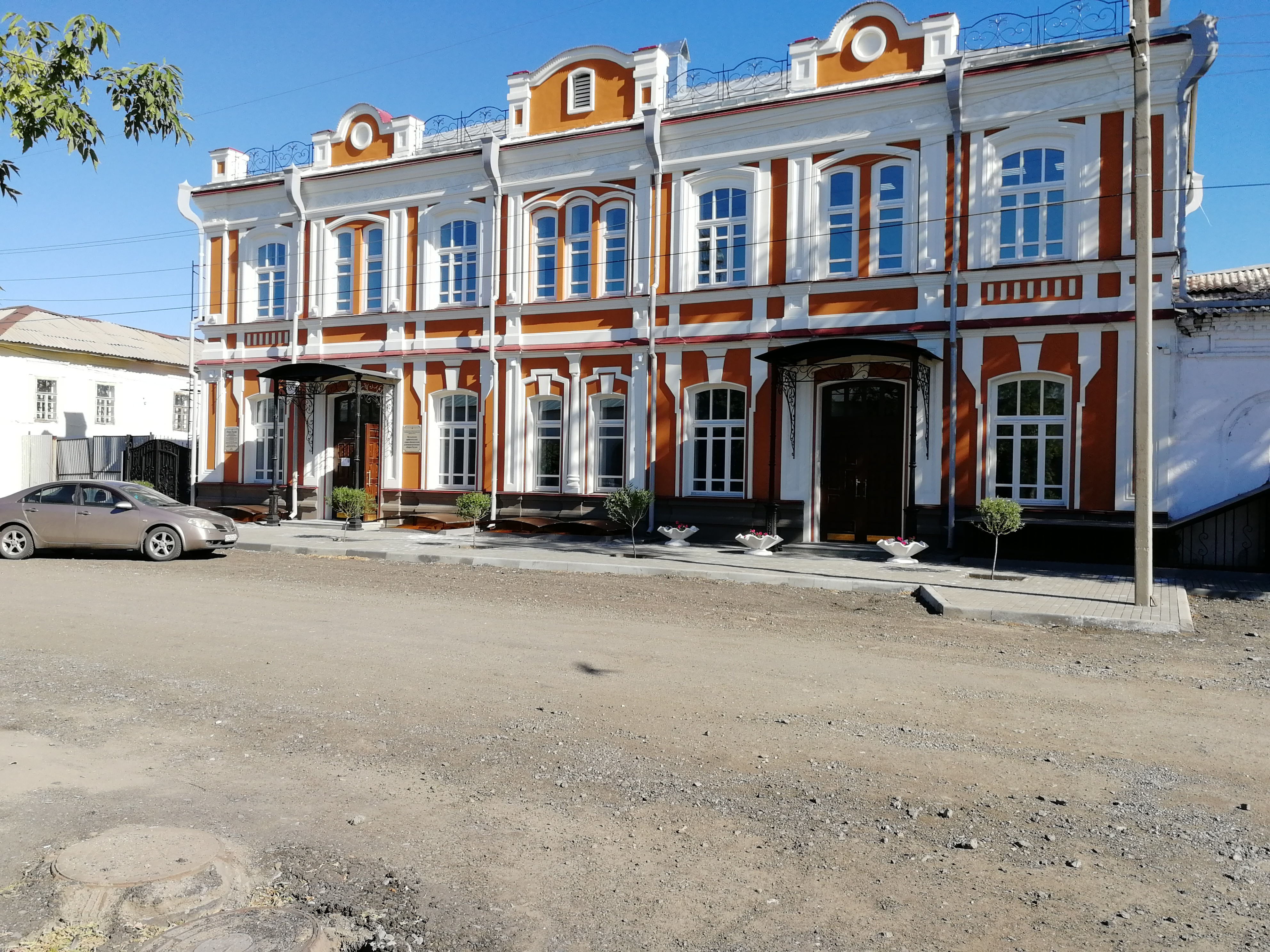
Здание медресе «Расулия»

## Военные объекты
В черте города расположен аэродром ВВС России (в/ч 26110 «Горка», которая была сокращена в 2012 году). Из состава воинской части функционирует только ремонтное подразделение.

## Здравоохранение
В городе действуют центральная районная больница, поликлиника РЖД на станции Троицк, центр медицинской профилактики, областная психиатрическая больница № 3, областная туберкулезная больница, поликлиника кожно-венерологического диспансера, родильный дом. Действуют сеть аптек «Живика», «Аптека от областного аптечного склада» и другие аптечные пункты, частный медицинский центр «Орхидея».

## Памятники
- Памятник Фёдору Никифоровичу Плевако. Открыт в 2013 году[65].
- Памятник Владимиру Ильичу Ленину. Открыт 7 ноября 1924 года.
- Памятник И. А. Крылову и героям его басен. Скульптурный ансамбль открыт на улице Климова в 2019 году, где когда-то проживал ребёнком будущий баснописец,[66].
- Бюст Габдулле Тукаю открыли 1 июля 2021 года. Установлен около Троицкого филиала ЧелГУ[67][68].

## Кладбище
На территории Троицка находятся одни из старейших Кладбищ области.